# Neatishead
Neatishead – wieś w Anglii, w hrabstwie Norfolk, w dystrykcie North Norfolk. Leży 17 km na północny wschód od Norwich i 175 km na północny wschód od Londynu.
Miejscowość liczy 537 mieszkańców.